# Charles Thone
Charles Thone, född 4 januari 1924 i Hartington, Nebraska, död 7 mars 2018 i Lincoln, Nebraska, var en amerikansk republikansk politiker. Han representerade delstaten Nebraskas första distrikt i USA:s representanthus 1971–1979. Han var guvernör i Nebraska 1979–1983.
Thone avlade 1950 juristexamen vid University of Nebraska–Lincoln och inledde därefter sin karriär som advokat i Nebraska. 1954 anställdes han som medarbetare åt senator Roman Hruska. Thone var ordförande för republikanerna i Nebraska mellan 1959 och 1962.
Thone efterträdde 1971 Robert Vernon Denney som kongressledamot och efterträddes 1979 av Doug Bereuter. Thone vann guvernörsvalet 1978 men besegrades fyra år senare av utmanaren Bob Kerrey.